# Sofia Kenin
Sofia Anna „Sonya“ Kenin (russisch София Анна Александровна Кенина Sofia Anna Alexandrowna Kenina; * 14. November 1998 in Moskau, Russland) ist eine US-amerikanische Tennisspielerin. Ihr größter Erfolg bislang ist der Titelgewinn 2020 bei den Australian Open.

## Karriere

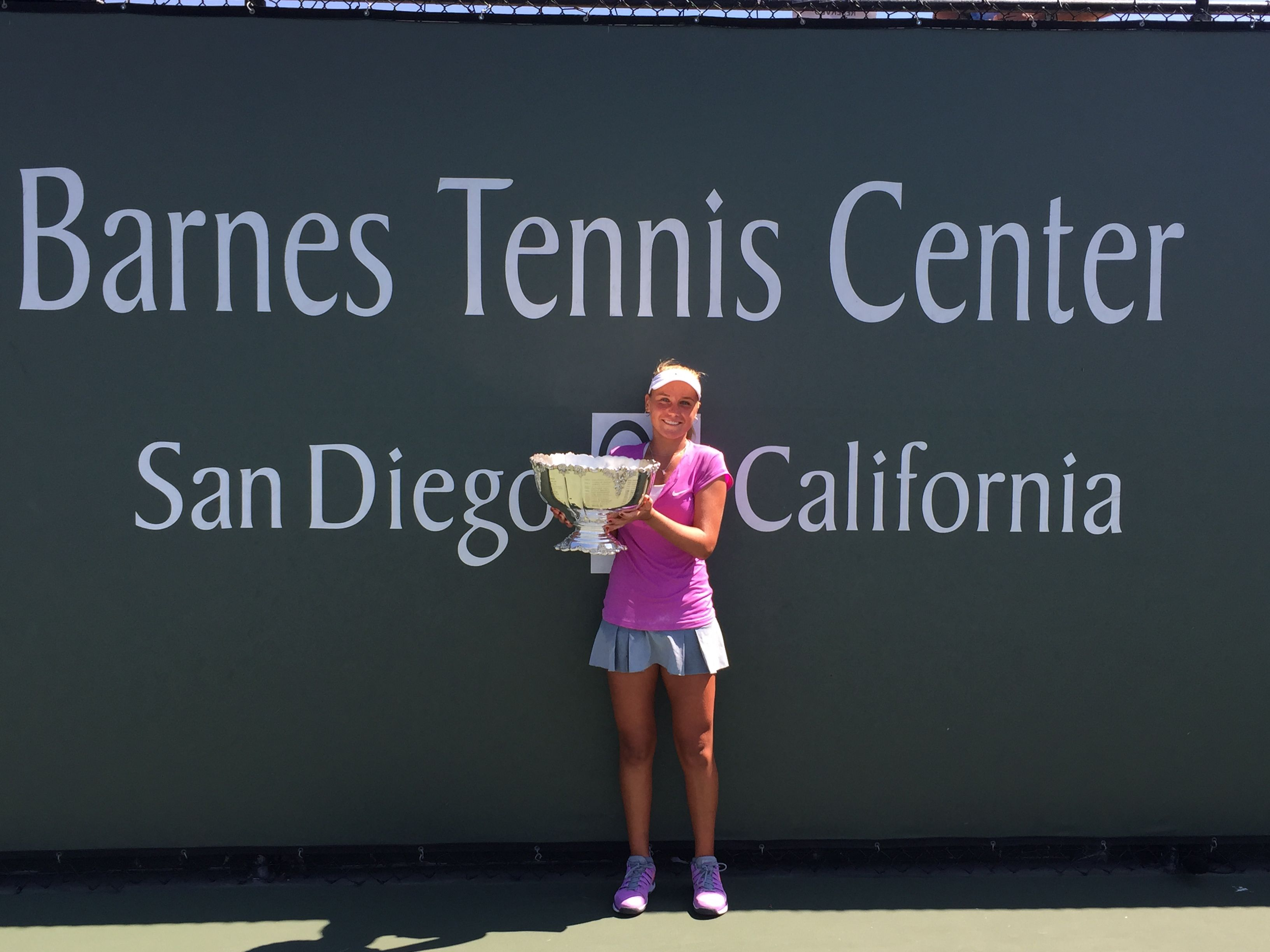
Sieg bei den National Hardcourts

Als Sofia Kenin noch ein Baby war, zog die Familie in die USA. Kenin begann mit fünf Jahren mit dem Tennisspielen und bevorzugt für ihr Spiel den Hartplatz. Sie spielte bis 2017 hauptsächlich auf dem ITF Women’s Circuit und gewann insgesamt vier Titel im Einzel und zwei im Doppel.
Kenin gehörte als Juniorin zu den besten Spielerinnen ihres Jahrgangs und gewann sowohl im Einzel als auch im Doppel zahlreiche Titel; die ehemalige Zweitplatzierte der Juniorenweltrangliste holte sich unter anderem den renommierten Orange Bowl und die USTA International Spring Championships. Im Doppel triumphierte sie 2014 zusammen mit Jessica Ho und 2015 mit Ingrid Neel bei der Eddie Herr International Junior Championship. An der Seite von Renata Zarazúa erreichte sie Platz 4 bei den Olympischen Jugend-Sommerspielen. In der Partie um Bronze scheiterten sie an Jeļena Ostapenko und Akvilė Paražinskaitė. Ihr größter Erfolg als Juniorin war der Einzug ins Finale der US Open im Jahr darauf.
Schon 2013 debütierte sie auf dem ITF Circuit und gewann dort 2015 ihren ersten Profititel. Anfang August erhielt sie für den Gewinn der National Hardcourts Championships in San Diego eine Wildcard für das Hauptfeld der US Open, wo sie gegen Mariana Duque Mariño in der ersten Runde verlor. Bei den Juniorinnen erreichte sie hingegen das Einzelfinale, in dem sie Dalma Gálfi mit 5:7 und 4:6 unterlag. Nach dem Gewinn des FSP Gold River Women’s Challenger 2016 in Sacramento, einem ITF-Turnier der $50.000-Kategorie Ende Juli, und dem Vorstoß in die Top 250 der Einzelweltrangliste erhielt sie erneut eine Wildcard für das Hauptfeld im Dameneinzel der US Open 2016; sie schied allerdings in der ersten Runde gegen die spätere Finalistin Karolína Plíšková aus. Hinzu kam je eine Wildcard für die Qualifikation der WTA-Turniere von Cincinnati und New Haven. 2017 gelang Kenin zum Auftakt der US Open gegen Lauren Davis erstmals ein Sieg im Hauptfeld eines Grand-Slam-Turniers; in der dritten Runde musste sie sich Marija Scharapowa geschlagen geben.
Nach dem Erreichen der dritten Runde von Miami wurde Kenin erstmals unter den 100 Besten der Welt geführt. Auf Mallorca erreichte sie aus der Qualifikation heraus ihr erstes WTA-Halbfinale sowie mit einem Viertelfinalerfolg über Caroline Garcia ihren ersten Sieg gegen eine Top-10-Spielerin, bevor sie in Berkeley ihren zweiten größeren ITF-Titel gewann. Bei den US Open kam Kenin 2018 wie schon im Jahr zuvor in die dritte Runde, in der sie an Karolína Plíšková scheiterte. Sie beendete die Saison mit einem weiteren Halbfinale in Quebec City und dem Einzug ins Achtelfinale des Premier-5-Turniers von Wuhan. Saisonhöhepunkt für Kenin war ihr Debüt für die Fed-Cup-Mannschaft der Vereinigten Staaten beim Finale 2018. Allerdings verlor sie bei der 0:3-Niederlage gegen Tschechien ihre beiden Einzelpartien gegen Barbora Strýcová und Kateřina Siniaková. Seitdem ist sie für die Mannschaft der USA insgesamt siebenmal aufgelaufen, mit einer Bilanz von 3:4 Siegen.
2019 gelang Kenin der endgültige Durchbruch in die Weltspitze. Zu Beginn des Jahres errang sie in Auckland an der Seite von Eugenie Bouchard ihren ersten WTA-Titel im Doppel. Im Finale setzten sich die beiden gegen Paige Mary Hourigan und Taylor Townsend durch. Eine Woche später folgte in Hobart mit einem Finalerfolg über Anna Karolína Schmiedlová ihr erster Einzeltitel auf der Damentour, sie blieb im gesamten Turnierverlauf ohne Satzverlust. Auch in Acapulco stand sie danach im Endspiel, unterlag dort aber Wang Yafan. Kenin erreichte bei den French Open durch einen Sieg über Serena Williams erstmals das Achtelfinale eines Grand-Slam-Turniers, in dem sie sich Ashleigh Barty geschlagen geben musste. Nach dem Gewinn ihres zweiten WTA-Titels auf Mallorca, wo sie im Finale Belinda Bencic schlug, konnte sie sowohl beim Rogers Cup als auch in Cincinnati bis ins Halbfinale vorstoßen und landete dabei insgesamte vier Siege gegen Top-10-Spielerinnen, darunter zwei gegen die jeweiligen Weltranglistenersten Ashleigh Barty und Naomi Ōsaka sowie zwei Erfolge über Elina Switolina. Gestoppt wurde sie in beiden Turnieren von den späteren Siegerinnen, Bianca Andreescu in Kanada und Madison Keys in Cincinnati. Bei den US Open, in Wuhan und in Peking stand sie zum Ende des Jahres jeweils in der dritten Runde und gewann in Guangzhou nach einem Finalsieg über Samantha Stosur ihren dritten WTA-Titel. Auch im Doppel war sie erfolgreich und gewann zusammen mit Landsfrau Bethanie Mattek-Sands in Peking ihren ersten Titel bei einem Premier-Mandatory-Wettbewerb, Gegnerinnen im Finale waren Jeļena Ostapenko und Dajana Jastremska. Aufgrund ihrer konstanten Leistungen qualifizierte sich Kenin 2019 zum ersten Mal für die WTA Elite Trophy in Zhuhai, wos sie jedoch die Vorrunde bei einem Sieg über Alison Riske sowie einer Niederlage gegen Karolína Muchová nicht überstand. Als Nachrückerin kam sie anschließend auch in der Gruppenphase der WTA Championships 2019 in Shenzhen für eine Partie zum Einsatz, in der sie sich diesmal Elina Switolina geschlagen geben musste. Trotzdem wurde Kenin von der WTA mit der Auszeichnung für die Aufsteigerin des Jahres 2019 bedacht.
Ihren bislang größten Erfolg feierte sie mit dem Gewinn der Australian Open 2020. Im Halbfinale schlug sie dabei zum zweiten Mal die Weltranglistenerste Ash Barty und setzte sich im Finale gegen Garbiñe Muguruza in drei Sätzen durch. Eine Woche vor der coronabedingten Saisonunterbrechung holte sie in Lyon durch einen Endspielsieg über Anna-Lena Friedsam ihren insgesamt vierten WTA-Titel. In Paris erreichte sie nach der Wiederaufnahme der Saison ihr zweites Grand-Slam-Finale, war dort jedoch gegen Iga Świątek chancenlos. Gemeinsam mit Bethanie Mattek-Sands stand sie zudem erstmals im Viertelfinale eines Grand-Slam-Doppelwettbewerbs, das die beiden gegen Barbora Krejčíková und Kateřina Siniaková verloren. Von der WTA wurde sie zum Jahresende dennoch zur Spielerin des Jahres gekürt; sie beendete die Saison auf Platz vier der Weltrangliste, ihre bis dahin beste Position.
Das Jahr 2021 war geprägt von gesundheitlichen Problemen. Nach einem frühen Ausscheiden als Titelverteidigerin in der zweiten Runde der Australian Open musste sich Kenin einer Operation am Blinddarm unterziehen und mehrere Wochen pausieren. Mit vier Niederlagen in Folge reiste sie zu den French Open, wo sie im Achtelfinale scheiterte. In Wimbledon kam sie nicht über das Erreichen den zweiten Runde hinaus, bei den US Open konnte sie wegen eines positiven COVID-19-Tests nicht an den Start gehen. Weil sich die Infektion als schwerwiegender herausstellte und sie zudem noch mit den Folgen einer Fußverletzung zu kämpfen hatte, entschied sich Kenin, die Saison 2021 frühzeitig zu beenden. Trotz schwacher Leistungen schloss sie wegen einer coronabedingten Sonderregelung, die vorsah, dass die zu Beginn der Saison 2020 erspielten Punkte für zwei Jahre (statt wie sonst einem Jahr) in die Weltrangliste eingehen, das Jahr trotzdem unter den 15 Besten der Welt ab.

## Turniersiege

### Einzel
| Nr. | Datum              | Turnier         | Kategorie         | Belag             | Finalgegnerin             | Ergebnis        |
| --- | ------------------ | --------------- | ----------------- | ----------------- | ------------------------- | --------------- |
| 1.  | 24. Januar 2016    | Wesley Chapel   | ITF $25.000       | Sand              | Jesika Malečková          | 6:2, 6:2        |
| 2.  | 24. Juli 2016      | Sacramento      | ITF $50.000       | Hartplatz         | Grace Min                 | 4:6, 6:1, 6:4   |
| 3.  | 23. Juli 2017      | Stockton        | ITF $60.000       | Hartplatz         | Ashley Kratzer            | 6:0, 6:1        |
| 4.  | 22. Juli 2018      | Berkeley        | ITF $60.000       | Hartplatz         | Nicole Gibbs              | 6:0, 6:4        |
| 5.  | 12. Januar 2019    | Hobart          | WTA International | Hartplatz         | Anna Karolína Schmiedlová | 6:3, 6:0        |
| 6.  | 23. Juni 2019      | Mallorca        | WTA International | Rasen             | Belinda Bencic            | 6:72, 7:65, 6:4 |
| 7.  | 21. September 2019 | Guangzhou       | WTA International | Hartplatz         | Samantha Stosur           | 6:74, 6:4, 6:2  |
| 8.  | 1. Februar 2020    | Australian Open | Grand Slam        | Hartplatz         | Garbiñe Muguruza          | 4:6, 6:2, 6:2   |
| 9.  | 8. März 2020       | Lyon            | WTA International | Hartplatz (Halle) | Anna-Lena Friedsam        | 6:2, 4:6, 6:4   |

### Doppel
| Nr. | Datum             | Turnier   | Kategorie             | Belag     | Partnerin             | Finalgegnerinnen                    | Ergebnis          |
| --- | ----------------- | --------- | --------------------- | --------- | --------------------- | ----------------------------------- | ----------------- |
| 1.  | 22. Juli 2017     | Stockton  | ITF $60.000           | Hartplatz | Usue Maitane Arconada | Tammi Patterson Chanel Simmonds     | 4:6, 6:1, [10:5]  |
| 2.  | 11. November 2017 | Waco      | ITF $80.000           | Hartplatz | Anastassija Komardina | Jessica Pegula Taylor Townsend      | 7:5, 5:7, [11:9]  |
| 3.  | 6. Januar 2019    | Auckland  | WTA International     | Hartplatz | Eugenie Bouchard      | Paige Mary Hourigan Taylor Townsend | 1:6, 6:1, [10:7]  |
| 4.  | 6. Oktober 2019   | Peking    | WTA Premier Mandatory | Hartplatz | Bethanie Mattek-Sands | Jeļena Ostapenko Dajana Jastremska  | 6:3, 6:73, [10:7] |
| 5.  | 11. Februar 2024  | Abu Dhabi | WTA 500               | Hartplatz | Bethanie Mattek-Sands | Linda Nosková Heather Watson        | 6:4, 7:64         |
| 6.  | 31. März 2024     | Miami     | WTA 1000              | Hartplatz | Bethanie Mattek-Sands | Gabriela Dabrowski Erin Routliffe   | 4:6, 7:65, [11:9] |

## Karrierestatistik und Turnierbilanz

### Einzel
Die letzte Aktualisierung erfolgte nach dem WTA-Turnier in Eastbourne 2025.
| Turnier                      | 2013             | 2014             | 2015             | 2016             | 2017             | 2018             | 2019             | 2020              | 2021              | 2022              | 2023              | 2024      | 2025      | T / T       | S/N         | Sieg%       |
| ---------------------------- | ---------------- | ---------------- | ---------------- | ---------------- | ---------------- | ---------------- | ---------------- | ----------------- | ----------------- | ----------------- | ----------------- | --------- | --------- | ----------- | ----------- | ----------- |
| Australian Open              | –                | –                | –                | –                | –                | 1                | 2                | S                 | 2                 | 1                 | 1                 | 1         | 1         | 1 / 8       | 9:7         | 56 %        |
| French Open                  | –                | –                | –                | –                | Q2               | 1                | AF               | F                 | AF                | –                 | Q1                | 3         | 3         | 0 / 6       | 15:6        | 71 %        |
| Wimbledon                    | –                | –                | –                | –                | Q1               | 2                | 2                | n. a.             | 2                 | –                 | 3                 | 1         | 2         | 0 / 6       | 6:6         | 50 %        |
| US Open                      | –                | –                | 1                | 1                | 3                | 3                | 3                | AF                | –                 | 1                 | 2                 | 2         |           | 0 / 9       | 11:9        | 55 %        |
| WTA Finals                   | –                | –                | –                | –                | –                | –                | RR               | n. a.             | –                 | –                 | –                 | –         |           | 0 / 1       | 0:1         | 0 %         |
| Doha                         | –                | –                | a. K.            | –                | a. K.            | –                | a. K.            | 2                 | a. K.             | 1                 | a. K.             | 1         | AF        | 0 / 4       | 2:4         | 33 %        |
| Dubai                        | a. K.            | a. K.            | –                | a. K.            | –                | a. K.            | AF               | a. K.             | –                 | a. K.             | 1                 | 1         | VF        | 0 / 4       | 5:4         | 56 %        |
| Indian Wells                 | –                | –                | –                | Q1               | Q1               | 2                | 2                | n. a.             | –                 | 1                 | 2                 | 1         | 2         | 0 / 6       | 4:6         | 40 %        |
| Miami                        | –                | –                | –                | –                | –                | 3                | 2                | n. a.             | 3                 | –                 | 3                 | 1         | 2         | 0 / 6       | 6:6         | 50 %        |
| Madrid                       | –                | –                | –                | –                | –                | Q1               | 1                | n. a.             | –                 | –                 | 1                 | 1         | 3         | 0 / 4       | 1:4         | 20 %        |
| Rom                          | –                | –                | –                | –                | –                | Q1               | AF               | 2                 | 2                 | –                 | 3                 | 3         | 3         | 0 / 6       | 7:6         | 54 %        |
| Kanada                       | –                | –                | –                | –                | –                | Q2               | HF               | n. a.             | –                 | 1                 | –                 | 1         |           | 0 / 3       | 4:3         | 57 %        |
| Cincinnati                   | –                | –                | –                | Q1               | Q2               | Q2               | HF               | 2                 | –                 | 1                 | –                 | –         |           | 0 / 3       | 4:3         | 57 %        |
| Guadalajara                  | n. a. bzw. a. K. | n. a. bzw. a. K. | n. a. bzw. a. K. | n. a. bzw. a. K. | n. a. bzw. a. K. | n. a. bzw. a. K. | n. a. bzw. a. K. | n. a. bzw. a. K.  | n. a. bzw. a. K.  | –                 | HF                | a. K.     | a. K.     | 0 / 1       | 4:1         | 80 %        |
| Peking                       | –                | –                | –                | –                | –                | Q1               | AF               | nicht ausgetragen | nicht ausgetragen | nicht ausgetragen | 1                 | 2         |           | 0 / 3       | 3:3         | 50 %        |
| Wuhan                        | n. a.            | –                | –                | –                | –                | AF               | AF               | nicht ausgetragen | nicht ausgetragen | nicht ausgetragen | nicht ausgetragen | 1         |           | 0 / 3       | 4:3         | 57 %        |
| Billie Jean King Cup         | –                | –                | –                | –                | –                | F                | PO               | –                 | –                 | –                 | RR                | –         |           | 0 / 3       | 2:4         | 33 %        |
| Statistik                    | Statistik        | Statistik        | Statistik        | Statistik        | Statistik        | Statistik        | Statistik        | Statistik         | Statistik         | Statistik         | Statistik         | Statistik | Statistik | S/N         | S/N         | Sieg%       |
| Turnierteilnahmen            | 3                | 5                | 10               | 19               | 29               | 26               | 26               | 10                | 10                | 17                | 21                | 25        | 15        | Gesamt: 216 | Gesamt: 216 | Gesamt: 216 |
| Erreichte Finals             | 0                | 0                | 1                | 3                | 2                | 1                | 4                | 3                 | 0                 | 0                 | 1                 | 1         | 1         | Gesamt: 17  | Gesamt: 17  | Gesamt: 17  |
| Gewonnene Titel              | 0                | 0                | 0                | 2                | 1                | 1                | 3                | 2                 | 0                 | 0                 | 0                 | 0         | 0         | Gesamt: 9   | Gesamt: 9   | Gesamt: 9   |
| Hartplatz-Siege/-Niederlagen | 0:0              | 3:2              | 6:4              | 14:10            | 28:15            | 29:18            | 38:16            | 18:7              | 7:5               | 10:17             | 18:14             | 10:17     | 12:8      | 193:133     | 193:133     | 59 %        |
| Sand-Siege/-Niederlagen      | 5:3              | 3:2              | 11:6             | 15:7             | 17:10            | 2:6              | 5:5              | 6:2               | 3:4               | 0:0               | 3:4               | 5:6       | 9:5       | 84:60       | 84:60       | 58 %        |
| Rasen-Siege/-Niederlagen     | 0:0              | 0:0              | 0:0              | 0:0              | 1:2              | 6:2              | 6:2              | 0:0               | 1:1               | 0:0               | 6:3               | 1:3       | 2:2       | 23:15       | 23:15       | 61 %        |
| Teppich-Siege/-Niederlagen   | 0:0              | 0:0              | 0:0              | 0:0              | 1:1              | 0:0              | 0:0              | 0:0               | 0:0               | 0:0               | 0:0               | 0:0       | 0:0       | 1:1         | 1:1         | 50 %        |
| Gesamt-Siege/-Niederlagen    | 5:3              | 6:4              | 17:10            | 29:17            | 47:28            | 37:26            | 49:23            | 24:9              | 11:10             | 10:17             | 27:21             | 16:26     | 23:15     | 301:209     | 301:209     | 59 %        |
| Sieg%                        | 63 %             | 60 %             | 63 %             | 63 %             | 63 %             | 59 %             | 68 %             | 73 %              | 52 %              | 37 %              | 56 %              | 38 %      | 61 %      | Gesamt:     | Gesamt:     | 59 %        |
| Jahresendposition            | –                | –                | 620              | 212              | 113              | 52               | 14               | 4                 | 12                | 235               | 33                | 86        |           | N/A         | N/A         | N/A         |

Zeichenerklärung: S = Turniersieg; F, HF, VF, AF = Einzug ins Finale / Halbfinale / Viertelfinale / Achtelfinale; 1, 2, 3 = Ausscheiden in der 1. / 2. / 3. Hauptrunde; RR = Round Robin (Gruppenphase); n. a. = nicht ausgetragen; a. K. = andere Kategorie; PO (Play-off) = Auf- und Abstiegsrunde im Billie Jean King Cup; K1, K2, K3 = Teilnahme in der Kontinentalgruppe I, II, III im Billie Jean King Cup.
Anmerkung: Diese Statistik berücksichtigt alle Ergebnisse im Einzel bei ITF- und WTA-Turnieren. Als Quelle dient die ITF-Seite der Spielerin. Dargestellt sind nur WTA-Turniere der Kategorien Premier Mandatory und Premier 5 (2009–2020) bzw. die WTA-Turniere der Kategorie 1000 (seit 2021).

### Doppel
| Turnier         | 2018 | 2019 | 2020 | 2021 | 2022 | 2023 | 2024 | 2025 | Karriere |
| --------------- | ---- | ---- | ---- | ---- | ---- | ---- | ---- | ---- | -------- |
| Australian Open | —    | 1    | AF   | 1    | 1    | 1    | 1    | 1    | AF       |
| French Open     | —    | 2    | VF   | —    | —    | —    | 2    | 1    | VF       |
| Wimbledon       | 2    | 1    |      | 1    | —    | —    | AF   | VF   | VF       |
| US Open         | 1    | 1    | AF   | —    | 1    | 1    | AF   |      | AF       |

Zeichenerklärung: S = Turniersieg; F, HF, VF, AF = Einzug ins Finale / Halbfinale / Viertelfinale / Achtelfinale; 1, 2, 3 = Ausscheiden in der 1. / 2. / 3. Hauptrunde; Q1, Q2, Q3 = Ausscheiden in der 1. / 2. / 3. Qualifikationsrunde; nicht ausgetragen

## Auszeichnungen
- WTA Aufsteigerin des Jahres – 2019[5]
- WTA Spielerin des Jahres – 2020[6]